# Чемпионат мира по современному пятиборью 1989
XXXI Чемпионат мира по современному пятиборью среди мужчин проходил в Будапеште столице Венгрии с 30 августа по 4 сентября 1989 года.
Ещё в 1979 году на XXIV чемпионате мира в Будапеште Венгерская федерация современного пятиборья предложили руководству УИПМБ местом проведения чемпионата мира 1989 года вновь избрать столицу Венгрии и отпраздновать таким образом ставшие традицией десятилетние интервалы чемпионатов мира в Будапеште в 1969 и 1979 годах.
На чемпионат прибыло 66 спортсменов из 26 стран. 19 команд были представлены полным составом команд; Швейцария, Австралия — двумя участниками; Австрия, Бразилия, Египет, Гватемала, Португалия — одним атлетом.
В команду Венгрии входили победители Сеульской олимпиады — Янош Мартинек, Аттила Мижер и Ласло Фабиан.
Турнир ещё не начался, но в различных кругах шло бурное обсуждение предстоящей борьбы.
Многих волновало, сумеет ли олимпийский чемпион Мартинек вновь занять место на высшей ступени пьедестала почета, как себя покажет другой олимпийский чемпион, Анатолий Старостин после 30-месячного отлучения от соревнований.
Не остались без внимания и вопросы, связанные с изменениями в организации соревнований. Конкур стал заключительным упражнением, а этот вид, как известно, богат на сюрпризы. Кроме того после личных соревнований впервые апробировались командные в форме эстафет.
Неординарность чемпионату придавала развернутая хозяевами великолепная выставка, посвященная истории современного пятиборья с Олимпийских игр 1912 года по 1988 год. Это была уникальная, впечатляющая панорама всех пятиборных турниров, призёров, документальных материалов, отражающих становление и развитие современного пятиборья. Впоследствии она стала атрибутом и других чемпионатов мира.

## Команда СССР
За команду СССР выступали: Анатолий Старостин, Вахтанг Ягорашвили, Леонид Витославский и Олег Плаксин. Старший тренер команды — Матюшенко Лев Акимович.

## Фехтование
Турнир начался фехтовальными поединками во Дворце спорта «Будапешт». По изменённым накануне правилам бой длился две минуты вместо трёх. Не были предусмотрены, как прежде, остановки, предупреждающие о двух метрах пространства дорожки за спиной фехтовальщика. В случае пересечения этой границы спортсмену засчитывалось поражение.
После шестого тура советская сборная захватила лидерство и до самого конца турнира занимала первое место. В итоге команда СССР набрала рекордную сумму — 3051 очков.
Ягорашвили фехтовал легко, раскованно, в то же время собранно, сосредоточенно, постоянно создавая на дорожке выгодную для себя ситуацию для нанесения укола сопернику и в конечном счете стал героем дня. Он выиграл личное первенство (1085 очков), буквально вырвав победу у Ласло Фабиана в дополнительном перебое.
Витославский закончил день на пятом месте — 1000 очков. Старостин, которого считали одним из претендентов на победу, на дорожке выглядел скованно. За два пропущенных им года возросло мастерство соперников, а им было утеряно присущее этому виду единоборства чувство боя. Конечно, сказалось и волнение. Но характер бойца позволил ему с 966 очками внести свой вклад в победу команды.

## Плавание. Стрельба
31 августа 1989 года. Во второй день чемпионата соревнования проводились по двум видам. С утра пятиборцы стартовали в открытом 50-метровом бассейне на острове Маргит.
ПЛАВАНИЕ.
В. Ягорашвили проплыл 300 м за 3мин 14,2с, Витославский показал 3мин 17,2с, А. Старостин —3мин. 26,6 секунды. Это в сумме позволило советской сборной закрепить своё лидирующее положение по двум упражнениям.
- Технические результаты. Плавание 300 метров.

Личное первенство.
1. В. Ягорашвили (СССР) — 1320 очков (3.14,2).
2. К. Руэ (Франция) — 1308 (3.15,6)
3. В. Илиев (Болгария) — 1304 (3.16,1)
4. Л. Витославский (СССР) — 1296 (3.17,2)

19. А. Старостин (СССР) — 1236 (3.24,6)
* Положение после двух видов. Личное первенство.
1. В. Ягорашвили (СССР) — 2 405 очков.
2. Л. Фабиан (Венгрия) — 2 365
3. В. Илиев (Болгария) — 2 338
4. Л. Витославский (СССР) — 2 296

8 А. Старостин (СССР) — 2 202
СТРЕЛЬБА.
После непродолжительного отдыха спортсмены встретились в стрелковом тире. Условия выполнения стрелкового упражнения не менялись с 1912 года, и спортсмены научились набирать в стрельбе солидные очки. На этот раз все изменилось. Значительно уменьшились габариты мишени, ужесточился контроль за применением успокаивающих препаратов. И сразу же создалась напряженная ситуация. Стрельба стала трудным испытанием и очень «дорогим» — на ней можно многое потерять. Если прежде никого не удивлял результат 194—195 очков, то теперь достижение этой цели по плечу не каждому.
На огневом рубеже Старостин и Фабиан показали по 189 (1105 очков). Но со Старостина сняли десять штрафных за два замечания судьи на линии огня.
Витославский — 185, Ягорашвили — 182, что равно соответственно 1045 и 1000 пятиборным очкам.
Третье упражнение выиграла команда Венгрии, а советская сборная закончила его на 11-м месте. И хотя по сумме трех видов она сохранила лидерство, венгры буквально наступали ей на пятки. В личном зачете турнирную таблицу возглавил венгр Фабиан, опережая болгарина Велизара Илиева на 57 и советского пятиборца Ягорашвили на 65 очков.
- Технические результаты. Стрельба.

Личное первенство.
1. А. Мижер (Венгрия) — 196 (1210 очков)
2. Х. Татено (Япония) — 195 (1195)
3. К. Массулло (Италия) — 195 (1195)

21. А. Старостин (СССР) — 189 (1095)
33. Л. Витославский 185 (1045)
45. В. Ягорашвили (СССР) — 182 (1000)
Положение после трех видов.
Личное первенство.
1. Л. Фабиан (Венгрия) — 3 470 очков.
2. В. Илиев (Болгария) — 3 413
3. В. Ягорашвили (СССР) — 3 405
4. Л. Витославский (СССР) — 3 341
5. А. Старостин (СССР) — 3 297

Командное первенство.
1. СССР — 10 043
2. Венгрия — 9 976
3. Франция — 9 558

## Бег
Кросс проходил в пригороде Будапешта, в долине Будайских гор. Это был один из прекрасных солнечных дней, собравший невероятное количество зрителей.
Изменение в программе чемпионата внесло дополнительную психологическую напряженность в соревнования. Раньше, когда бег заключал турнир, можно было ещё до старта все просчитать и предвидеть. В пятиборном мире хорошо знали потенциальные возможности каждого спортсмена. Ныне бег становится предпоследним видом. Впереди непредсказуемый конкур, в котором судьба спортсмена не столько в его собственных руках, сколько в ногах и норове доставшегося ему по жребию скакуна.
Победу в беге одержал 25-летний пятиборец из Португалии Мануэль Бароссо—12мин 49,39с. Вторым был Мартинек—12мин 50,74с. В Сеуле они показали 5-й и 4—й результаты соответственно, так что для специалистов это не показалось неожиданным. Третьим был Милан Кадлец из Чехословакии, показавший 12мин 51,30с.
Старостин пробежал за 13мин 13,60, Ягорашвили—за 13мин 30,30, Витославский—за 13мин 57,45с.
Помня о цене потерь в предстоящем конкуре, каждый спортсмен старался сделать всё, что мог. Многие спортсмены были измотанны до предела, едва стояли на ногах и падали за чертой финиша.

## Конкур
Заключительный день Будапештского чемпионата сулил острую борьбу и высокую психологическую напряженность. Перед конкуром сборная Венгрии опережала советскую команду на 113 очков, а следующую за ней французскую—на 341 очко. Имея такое преимущество, хозяева были настроены оптимистично.
Первым из советской команды стартовал Витославский, которому достался Гиена, по характеристике— живой, чистокровный жеребец, с отличным прыжком. Он не выступал в первом гите и потому оставался «темной» лошадкой, которая на конкурном поле показала далеко не лучшие качества прыгуна, заработав 150 штрафных очков. Старостину выпала по жребию гнедая лошадь по кличке Рожасал (Веточка Розы). В первом гите спортсмен из Тайваня Янг Шин-Чанг набрал на ней всего 816 очков. Лошадь оказалась норовистой, непокорной, небрежной в прыжках. Но Старостин сумел сдержать её норов, хотя и выступил с потерями в 90 очков.
Ягорашвили «вытащил» на жеребьевке Пилла, послушного, но торопливого жеребца. В первом гите кореец Лэе Юнг-Гил получил на нём 1070 очков. Если бы Ягорашвили удалось пройти трассу без ошибок, а, как известно, во втором гите лошади идут лучше, то он мог быть вторым. Но излишняя торопливость и волнение привели к трем повалам, в итоге лишь 1010 очков. С этим показателем Ягорашвили на короткое время стал лидером в общем зачете, но лишь на короткое, ибо за ним шли пять сильнейших пятиборцев— Пфелпс, Илиев, Блажек, Мижер и Фабиан, которые прошли маршрут с минимальными потерями.
Болельщики, затаив дыхание, следили за каждь спортсменом, за всеми репликами и объявлениями диктора. Выступление Фабиана было завершающим. Ему досталась великолепная серая лошадь Межемондо, послушная и очень аккуратная в прыжках. Она допустила один сбой, за что Фабиан получил 30 штрафных очков. Но эта ошибка не повлияла на общий итог. Он победил. Его сумма составила 5654 очка. Второе место занял его соотечественник Мижер—5616 очков, на третьем представитель Чехословакии Блажек—5615, далее болгарин Илиев—5588, англичанин Пфелпс—5587 и Ягорашвили—5550 очков.
В командном зачете на 1-м месте сборная Венгрии, на 2-м СССР. Команде Чехословакии—серебряному призёру Олимпийских игр 1976 года—за последние 12 лет удавалось дважды занимать 6-е место в командном зачете на Олимпиадах 1980 и 1988 годов и четыре раза—5-е командное место на чемпионатах мира. Теперь чехословацкая сборная и Петер Блажек удостоены бронзовых наград, что было расценено как большой успех чехословацкого пятиборья.

## Эстафета
Ещё не улеглись страсти предыдущих дней, на следующее утро зрители впервые в истории могли наблюдать турнир пятиборцев, который имел истинно командный подтекст. Так, в беге, плавании и конкуре спортсмены состязались в эстафетах. В фехтовании проводились только командные поединки, в стрельбе каждый делал лишь десять выстрелов.
Это было действительно азартное зрелище, где совершенно отсутствовали личные интересы, и все силы и эмоции брошены на алтарь командной борьбы.
По итогам прошедшего чемпионата к эстафетным соревнованиям было допущено 10 команд.
За советскую сборную выступали: Анатолий Старостин, Вахтанг Ягорашвили и Олег Плаксин. Венгры заменили Фабиана молодым прогрессирующим спортсменом Аттилой Калноки Киш, чехи — Кадлеца Ференцем Флейшнером. Изменения произошли и в других командах.
Стрельба.
Первое упражнение—стрельба. Лучшими здесь были болгары—284 (1165 очков), СССР и Италия имели по 283 (1150 очков), венгры показали 281 (1120 очков) и были четвёртыми.
Фехтование.
В фехтовании, где каждый номер команды встречался с соответствующим номером соперника на 3 укола, победила сборная ФРГ, имея 47 побед (58 %), венгры уступили им 3 победы, одержав верх в 54,3 % боев, болгары выиграли 43 поединка (53 %). Надежды, возлагавшиеся на свежие силы Плаксина, к сожалению, не оправдались. В итоге 37 побед (45, 6 %) и 8-е место в этом виде.
Плавание.
Эстафетное плавание 3×200 м выиграла советская команда—6мин 26,13с (1112 очков), опередив сборные Польши(1092), Испании (1092), Болгарии (1080), ФРГ (1072) и Венгрии (1052 очка).
Бег.
На следующий день проводился бег—эстафета 3×2000 м. На первом этапе каждый тренер тактику борьбы строил по-своему. В советской и французской сборных первый этап поручили Старостину и Бузу, задачей которых было сделать отрыв от соперников, создав психологически благоприятный фон для своих товарищей. Венгры и чехи сильнейшим бегунам Мижеру и Кадлецу доверили завершать бег.
Как показали события, в очном споре на трассе побеждал бойцовский характер.
Быстрее всех—17мин 34,2с (1258 очков) пронесли эстафету венгерские спортсмены, 4,7 секунды уступили им французы (1246) и 7,5 секунды чехи (1237 очков). Советская команда пробежала дистанцию с пятым временем, проиграв испанцам 2 секунды.
Перед заключительным видом — верховой ездой, где каждому участнику команды предстояло последовательно друг за другом за одну минуту преодолеть маршрут из 9 препятствий, положение первой шестерки команд было следующим: Венгрия—4248, ФРГ—4211, СССР—4207, Франция—4169, Болгария—4136, Италия—4017 очков.
Конкур.
Без ошибок удалось пройти маршрут лишь польским пятиборцам, получившим штраф 34 очка за просроченное время. Их сумма составила 1066 очков. Второй показатель у испанцев—1018, третий — у англичан—980 очков. Очень неровно ехали советские спортсмены, которые на команду имели 210 штрафных за повалы и 864 очка в итоге.
Не радовали своей ездой болельщиков и венгры. Вздохи разочарования свидетельствовали об ошибках на маршруте. Их итог 900 очков. Но запас, созданный в предыдущих видах, позволил назвать первыми чемпионами мира в эстафетах венгерскую тройку пятиборцев с общей суммой 5148 очков. На 2-м месте сборная ФРГ—5113, на 3-м СССР—5071, на 4-м Испании-4987, на 5-м Польши—4982, на 6-м Италии—4961 очко. Замкнули десятку болгарские пятиборцы, набравшие 4742 очка.
Получив прописку на Будапештском чемпионате, командные эстафеты показались привлекательными и были включены в программу всех чемпионатов мира, кроме Олимпийских игр.

## Результаты
| Дисциплина           | Золото                                                        | Серебро                                                              | Бронза                                                        |
| Личное первенство    | Венгрия · Ласло Фабиан                                        | Венгрия · Аттила Мижер                                               | Чехословакия · Петр Блажек                                    |
| Командное первенство | Венгрия · Янош Мартинек · Ласло Фабиан · Аттила Мижер         | СССР · Леонид Витославский · Анатолий Старостин · Вахтанг Ягорашвили | Чехословакия · Милан Кадлец · Томаш Флейшнер · Петр Блажек    |
| Эстафета             | Венгрия · Аттила Кальноки Киш · Габор Мартинек · Аттила Мижер | ФРГ Ulrich Czermak Nico Motchebon Uwe Zimmer                         | СССР · Вахтанг Ягорашвили · Олег Плаксин · Анатолий Старостин |

## Распределение наград
| Место  | Страна       | Золото | Серебро | Бронза | Всего |
| ------ | ------------ | ------ | ------- | ------ | ----- |
| 1      | Венгрия      | 3      | 1       | 0      | 4     |
| 2      | СССР         | 0      | 1       | 1      | 2     |
| 3      | Чехословакия | 0      | 0       | 2      | 2     |
| 4      | ФРГ          | 0      | 1       | 0      | 1     |
| Totale | Totale       | 3      | 3       | 3      | 6     |

### Индивидуальный зачёт
| 1  | Л. Фабиан       | Венгрия        | 5654 |
| 2  | А. Мижер        | Венгрия        | 5616 |
| 3  | П. Блажек       | Чехословакия   | 5615 |
| 4  | В. Илиев        | Болгария       | 5588 |
| 5  | Р. Фелпс        | Великобритания | 5587 |
| 6  | В. Ягорашвили   | СССР           | 5550 |
| 8  | А. Старостин    | СССР           | 5493 |
| 15 | Л. Витославский | СССР           | 5345 |

### Командный зачёт
| 1 | Венгрия · Янош Мартинек · Ласло Фабиан · Аттила Мижер                | 16651 |
| 2 | СССР · Леонид Витославский · Анатолий Старостин · Вахтанг Ягорашвили | 16388 |
| 3 | Чехословакия · Милан Кадлец · Томаш Флейшнер · Петр Блажек           | 15986 |
| 4 | Болгария · В. Илиев · В. Клинчаров · Г. Левонян                      | 15930 |
| 5 | Франция · Ж. Бузу · Д. Бубе · К. Рюэр                                | 15834 |
| 6 | Польша · А. Скрипашек · Д. Годзяк · Т. Кузьмерж                      | 15826 |

### Эстафета
| 1 | Венгрия · Аттила Кальноки Киш · Габор Мартинек · Аттила Мижер | 5148 |
| 2 | ФРГ · Ulrich Czermak · Nico Motchebon · Uwe Zimmer            | 5113 |
| 3 | СССР · Олег Плаксин · Анатолий Старостин · Вахтанг Ягорашвили | 5071 |
| 4 | Испания                                                       | 4987 |
| 5 | Польша                                                        | 4982 |
| 6 | Италия                                                        | 4961 |